# PGC 2180175
LEDA/PGC 2180175 ist eine Galaxie im Sternbild Andromeda am Nordsternhimmel. Sie ist schätzungsweise 866 Millionen Lichtjahre von der Milchstraße entfernt und hat einen Durchmesser von etwa 80.000 Lichtjahren. Vom Sonnensystem aus entfernt sich das Objekt mit einer errechneten Radialgeschwindigkeit von näherungsweise 19.300 Kilometern pro Sekunde.
| Nr. | Galaxie          | Alternativname           | REK          | Dek           | Distanz/asec |
| --- | ---------------- | ------------------------ | ------------ | ------------- | ------------ |
|     | LEDA/PGC 2180175 | 2MASX J02374486+4122371  | 02h37m44.84s | +41d22m37.5s  | 0            |
| 1   | LEDA/PGC 2181882 | 2MASX J02375267+4129192  | 02h37m52.65s | +41d29m19.3s  | 410.48       |
| 2   | LEDA/PGC 2179540 | 2MASX J02365123+4120214  | 02h36m51.24s | +41d20m21.3s  | 618.49       |
| 3   | NGC 995          | PGC 10008                | 02h38m32.0s  | +41d31m45s    | 762.76       |
| 4   | NGC 1000         | PGC 10028                | 02h38m49.743 | +41d27m34.86s | 788.56       |
| 5   | LEDA/PGC 2182555 | 2MASX J02384770+4131542  | 02h38m47.73s | +41d31m54.4s  | 900.45       |
| 6   | LEDA/PGC 2183585 | [WGB2006] 023518+41200_e | 02h38m31.82s | +41d35m40.1s  | 943.84       |